# مجلة الهندسة التفاضلية
مجلة الهندسة التفاضلية، هي مجلة علمية للرياضيات تمت مراجعتها من قبل الأقران وتنشرها الصحافة الدولية نيابة عن جامعة ليهاي في ثلاث مجلدات من ثلاث أعداد كل عام. تنشر المجلة ملحقًا سنويًا في شكل كتاب يسماستطلاعات في الهندسة التفاضلية. ويغطي الهندسة التفاضلية والموضوعات ذات الصلة مثل المعادلات التفاضلية والفيزياء الرياضية والهندسة الجبرية والطوبولوجيا الهندسية. رئيس التحرير هو شينج تونج ياو من جامعة هارفارد.

## التاريخ
تم إنشاء المجلة في عام 1967 من قبل تشوان تشيه هسيونج،   الذي كان أستاذًا في قسم الرياضيات في جامعة ليهاي في ذلك الوقت. شغل هسيونج منصب رئيس تحرير المجلة، ثم رئيس التحرير المشارك لاحقًا، حتى وفاته في عام 2009.
في مايو 1996، تم تخصيص مؤتمر الهندسة والطوبولوجيا السنوي الذي عقد في جامعة هارفارد للاحتفال بالذكرى الثلاثين للمجلة والعيد الثمانين لمؤسسها. وبالمثل، في مايو 2008، عقدت جامعة هارفارد مؤتمرا مخصصا للذكرى الأربعين لمجلة الهندسة التفاضلية.

## استقبال
كتب ستيفن كرانتز في كتابه «النشر الرياضي: دليل إرشادي»: «في بعض المجلات المرموقة مثل حوليات الرياضيات أو مجلة الهندسة التفاضلية ، تجتمع هيئة التحرير كل شهرين وتناقش كل ورقة بالتفصيل.» 
المجلة مجردة ومفهرسة في MathSciNet و Zentralblatt MATH والمحتويات الحالية / الفيزيائية والكيميائية وعلوم الأرض وفهرس الاقتباس العلمي. وفقًا لتقارير الاستشهاد بالمجلات الأكاديمية ، فإن عامل التأثير للمجلة لعام 2013 يبلغ 1.093.

## روابط خارجية
- الموقع الرسمي
- استطلاعات في صفحة ويب الهندسة التفاضلية